# Elizabeth Maria Molteno
Elizabeth Maria Molteno (24 de septiembre de 1852 - 25 de agosto de 1927), fue una de las primeras activistas británicas sudafricanas por los derechos civiles y de la mujer en Sudáfrica.

## Primeros años
Elizabeth nació en el seno de una influyente familia del Cabo de origen italiano. Era la hija mayor y muy querida de John Charles Molteno, primer Primer Ministro del Cabo, y muchos de sus 18 hermanos llegaron a ocupar puestos de influencia en los negocios y el gobierno. Pasó sus primeros años en el entorno protegido de la finca familiar de Claremont, en Ciudad del Cabo, donde se educó. Su padre viajaba con frecuencia, por motivos diplomáticos o de negocios, y a menudo dejaba que sus hijos mayores le acompañaran en esos viajes. Por ello, Elizabeth viajó mucho de niña, sobre todo a Italia y Londres, y creció compartiendo el interés de su padre por la política y la actualidad.
Ferozmente inteligente, con una fuerte personalidad y una memoria extraordinaria, desarrolló puntos de vista y hábitos poco convencionales para una chica de la época victoriana. «Betty», como prefería que la llamaran, abandonó la ropa fina y los privilegios materiales de su juventud. Adoptó un estilo de vida sencillo, ropa áspera y vegetarianismo, y mostró más interés por la ciencia y la política que por el matrimonio y los hijos. En sus creencias personales se declaraba espiritual pero no religiosa, y adquirió una firme creencia de por vida en los principios de igualdad de género y racial. Tras matricularse, decidió no casarse y seguir estudiando en el Newnham College de Cambridge.

## Educadora
Eligió una de las pocas carreras abiertas a las mujeres en el siglo XIX: se convirtió en maestra y, más tarde, en directora de la Collegiate School para niñas de Puerto Elizabeth. Allí revolucionó el sistema educativo victoriano, muy basado en el aprendizaje memorístico y restringido a las asignaturas que se consideraban apropiadas para las mujeres. Aplicó métodos de enseñanza avanzados y liberales para la época, incluido lo que probablemente fue el primer sistema de educación sexual para niñas del país. Creyó fervientemente durante toda su vida en la importancia de la educación de las niñas, hasta el punto de que se negó a cobrar un sueldo por su labor administrativa y educativa.

## Activismo político

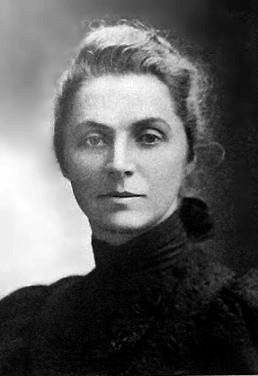
Emily Hobhouse, activista británica por el bienestar y amiga íntima de Elizabeth Molteno.

Se opuso abiertamente a la guerra anglo-bóer cuando ésta comenzó, y por este motivo se vio obligada a dejar su trabajo. Los activistas antibelicistas eran tachados de «pro-bóer» por sus oponentes y estaban sometidos a una gran presión social. La comunidad blanca de Puerto Elizabeth también era fuertemente probritánica y cuando la señorita Molteno se negó a poner fin a sus protestas se vio obligada a dimitir, a pesar de una campaña de apoyo de sus exalumnos y colegas.
Volvió a Ciudad del Cabo en 1899 y se convirtió en miembro fundador del Comité de Conciliación de Sudáfrica. Allí coorganizó una serie de reuniones multitudinarias, a las que asistieron miles de personas, para protestar contra la guerra y las divisiones étnicas que estaba causando. La señorita Molteno se había hecho íntima amiga de Emily Hobhouse y Olive Schreiner y trabajó con ellas en causas humanitarias y antibelicistas tanto durante la guerra de los bóers como después de ella. Con ellas, hizo una apasionada campaña a favor de las mujeres y niños bóer internados en los campos de concentración británicos y de la quema de las tierras de cultivo bóer. En Puerto Elizabeth también conoció a Alice Greene (tía del escritor Graham Greene), que era su empleada como subdirectora de la Collegiate School y también estaba implicada en el activismo contra la guerra. Las dos mujeres tenían puntos de vista muy similares y a partir de entonces mantuvieron una amistad de por vida.
Después de la guerra, la señorita Molteno se opuso a los nuevos desarrollos políticos radicales en Sudáfrica y se marchó a Inglaterra. Allí conoció a Gandhi en 1909. Se hicieron amigos, intercambiaron ideas y mantuvieron correspondencia durante las siguientes décadas. En Londres también se hizo seguidora del movimiento sufragista y de sus líderes más radicales, como Christabel Pankhurst.

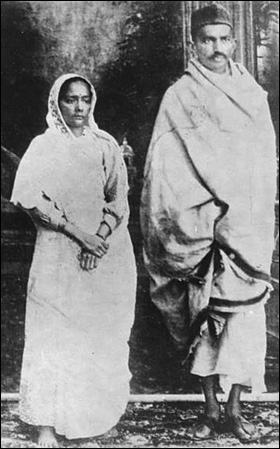
Gandhi y su esposa Kasturbha en 1914.

Regresó a Sudáfrica en 1912 y se implicó a fondo en las causas del no racismo. Era una oradora de gran talento, lo que, unido a su confianza y posición social, hizo que fuera muy solicitada para hablar en reuniones públicas sobre estas causas. A lo largo de su vida también escribió para diversas publicaciones británicas y sudafricanas. Emily Hobhouse escribió sobre ella más tarde: «Su don para ver el corazón de las cosas es tan grande, y domina un lenguaje tan exquisito para expresar aspectos morales y espirituales». Además, sus escritos llamaron mucho la atención por su lenguaje radical (y a menudo antiimperialista).
Mantuvo un estrecho contacto con los Gandhi, a quienes visitaba regularmente en Phoenix Settlement, y se trasladó allí para unirse a la campaña de satyagraha. Compró una casa de campo cerca de allí, en Ohlanga, como base para su labor de apoyo a varios movimientos que operaban en la zona, incluidos los de los Gandhi y los de los primeros estadistas africanos, como John Dube. En discursos pronunciados con Gandhi en reuniones celebradas en Durban, instó a los indios a identificarse con África. Los Gandhi llegaron a Ciudad del Cabo en 1914 y la señorita Molteno facilitó sus encuentros con las figuras políticas más poderosas de Sudáfrica. También facilitó su presentación a Emily Hobhouse y al propio Primer Ministro, el general Botha, que durante mucho tiempo había ignorado las peticiones de Gandhi de una entrevista, pero que a partir de entonces mantuvo una comunicación cordial. Gandhi escribiría más tarde sobre el papel de «pacificadora» de la señorita Molteno, que le permitió entrar en contacto con algunas de las figuras más poderosas del país.
En los años siguientes, se unió a diversas campañas en apoyo de los derechos políticos y territoriales de los sudafricanos negros, trabajando con destacados líderes negros como John Dube (primer Presidente General del CNA) y Sol Plaatje.
Una causa especialmente importante para ella fue el maltrato de los presos a manos de la policía sudafricana. Mientras Gandhi estaba en prisión, ella trabajó con presos maltratados o golpeados y testificó en investigaciones. Presionó contra el abandono que también sufrió la Sra. Gandhi durante su estancia en prisión y, en un caso especialmente grave, visitó al «satyagrahi» Soorzai, encarcelado y maltratado, que había sido agredido mortalmente por liderar supuestamente una huelga. El hombre murió a causa de sus heridas, y la Srta. Molteno se implicó profundamente en los procedimientos legales (finalmente infructuosos) relativos a su tratamiento.
Elizabeth Molteno fue una decidida defensora de los derechos de la mujer, y también se convirtió al movimiento por el sufragio femenino. En Sudáfrica trabajó con resistentes pasivas de todas las razas y procedencias. También fue una oradora habitual en las reuniones del movimiento, y expresó su esperanza de que en una futura Sudáfrica multirracial se permitiera a las mujeres desempeñar un papel destacado.
Cuando estalló la Primera Guerra Mundial en 1914, se unió a sus amigas Emily Hobhouse y Olive Schreiner en la Inglaterra de la guerra, para trabajar con objetores de conciencia. Sin embargo, la mayor parte de su trabajo en el Reino Unido se dedicó a la causa de los derechos y la representación de la mujer, menos conocida. Cuando unos años más tarde estalló la Revolución Rusa y la Primera Guerra Mundial llegó a su fin, mucha gente pensó inicialmente que era el comienzo de una gran «emancipación de la humanidad». La señorita Molteno no fue una excepción, y en 1919 escribió sobre sus esperanzas de un futuro en el que: «...Todas las distinciones de raza, sexo, religión; todos los viejos shibboleths hasta ahora en uso para mantener a raya a las masas, iban a dar paso a concepciones más amplias, más amplias y más profundas de la humanidad».
Murió en 1927 en el sur de Inglaterra, y desde entonces se ha hablado de ella como posiblemente «...una de las mujeres más influyentes de Sudáfrica durante el siglo XIX y principios del XX» y como «Una de las mujeres sudafricanas más notables de su generación» y como «una de las mujeres sudafricanas más notables de su generación». Sin embargo, sus valores y causas eran tan inusualmente progresistas para la época en que vivió, que tuvieron que pasar décadas antes de que fueran ampliamente aceptados (especialmente en Sudáfrica), y su papel en la propagación de los mismos cayó en el olvido.

## Lectura adicional
- Wikimedia Commons alberga una categoría multimedia sobre Elizabeth Maria Molteno.
- Marthinus van Bart: Songs of the Veld. Cape Town: Cederberg Publishers, 2008. ISBN 978-0-620-39432-1
- Phillida Brooke Simons: Apples of the sun : being an account of the lives, vision and achievements of the Molteno brothers. Vlaeberg: Fernwood Press, 1999. ISBN 1-874950-45-8
- Susan K Martin: Women and Empire, Primary Sources on Gender and Anglo-Imperialism. Routledge, 2009. ISBN 978-0-415-31092-5

- Datos: Q5363160
- Multimedia: Elizabeth Maria Molteno / Q5363160